# Centraal-Caribische regio

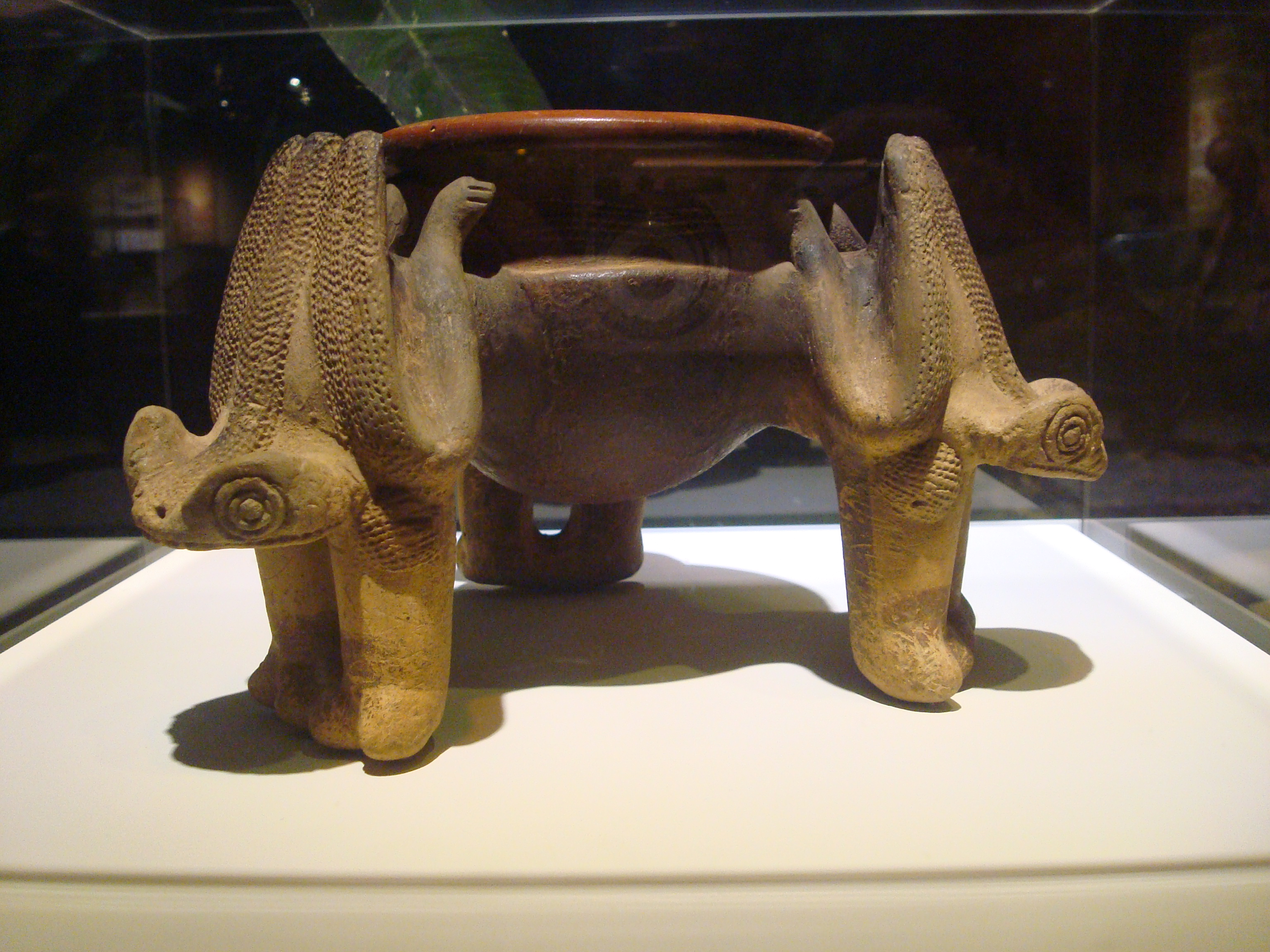
Vaas met paddenmotief uit de Centraal-Caribische regio.

De Centraal-Caribische regio is een regio binnen de archeologie van Midden-Amerika en beslaat het Caribische laagland van Costa Rica en het uiterste westen van Panama en het Costa Ricaanse hoogland.
Binnen de Centraal-Caribische regio ging men tussen 400 en 500 na Christus over van verspreide dorpjes naar het bouwen en bewonen van grote regionale centra met geplaveide straten en brede pleinen. De huizen waren veelal gemaakt van stro en kegelvormig. Vanuit de hoofdsteden regeerden erfelijke heersers over een gemeenschap tot 20.000 mensen, bestaande uit onder meer jagers, boeren, wevers, pottenbakkers en steenbewerkers. Maïs was het voornaamste gewas, aangevuld met cassave, bonen en wild. Strijderssymbolen in de Centraal-Caribische culturen suggereren dat competitie en oorlogsvoering tussen de gemeenschappen algemeen was. Dieren speelden een belangrijke rol in de Centraal-Caribische culturen en op aardewerk werden dieren vaak gedetailleerd en realistisch afgebeeld, zoals bejaagde tapirs en leguanen, uilen die men associeerde met de spirituele wereld en apen die wel als huisdier werden gehouden. Ruilhandel vond plaats. Binnen de godsdienst werden de zon en maan vereerd.
Centraal-Caribische regio grenst in het oosten aan Groot-Chiriquí en in het noordwesten aan Groot-Nicoya.